# Dolos
Dolos (grek. Δολος) var ett andeväsen i den grekiska mytologin. Han var knepets, slughetens, förräderiets, skattkammarens och det listiga bedrägeriets gud.
Dolos var antingen son till Aither (Luften) och Gaia (Jorden) eller Erebos (Mörkret) och Nyx (Natten).
Han var Prometheus lärling och hade nära sällskap med pseudologoierna.